# Sooronbay Jeenbekov
Sooronbay Sharípovich Jeenbékov (en kirguís: Сооронбай Шарипович Жээнбеков, o también Sooronbay Zheenbékov; Kara-Kulja, Provincia de Osh, RSS de Kirguistán, Unión Soviética, 16 de noviembre de 1958) es un político kirguís y presidente de Kirguistán desde el 24 de noviembre de 2017 hasta su renuncia el 15 de octubre de 2020 tras una semana de protestas. También fue Primer Ministro de Kirguistán de abril de 2016 hasta agosto de 2017.

## Primeros años
Jeenbékov nació en Kara-Kulja, Provincia de Osh, RSS de Kirguistán, hijo de un gerente de granja colectiva y una ama de casa. Su hermano, Asylbek Jeenbékov, también es un político. Jeenbékov tiene nueve hermanos. Jeenbékov asistió a la Academia de Agricultura de Kirguistán, graduándose con una licenciatura en ingeniería zoológica. En 2003, completó más estudios, graduándose en economía de la Universidad Nacional Agraria de Kirguistán.

## Carrera
En noviembre de 1988, logró obtener un trabajo como instructor en el comité de distrito del Partido Comunista de Kirguistán en el distrito soviético de la región de Osh. Después de unos años, se convirtió en el director del comité del partido.
Después de ingresar a la política, en 1993, Jeenbékov fue elegido presidente de la granja colectiva Kashka-Zhol en el distrito de Kara-Kulja. Se convirtió en diputado de la Asamblea de Representantes Populares en 1995. En 2007, se convirtió en el ministro de Agricultura, Recursos Hídricos y la Industria de Procesamiento. En 2010, se desempeñó como Gobernador de la región de Osh, y en 2015, fue nombrado como Director del Servicio de Personal del Estado. En marzo de 2016, fue nombrado Primer Jefe Adjunto de la Administración Presidencial, antes de su nombramiento como Primer Ministro de Kirguistán.

## Presidencia
Jeenbékov dimitió del cargo de Primer Ministro el 21 de agosto de 2017, luego de ser nombrado como candidato oficial en las elecciones presidenciales de 2017. Declaró que él "quería estar en una posición igual con otros candidatos presidenciales".
Las elecciones se celebraron el 15 de octubre de 2017. La comisión electoral central de Kirguistán informó un total de 1,7 millones de votos emitidos, de los cuales Jeenbékov ganó el 54,3%. La elección de Jeenbékov marca la primera transferencia de poder democrática en una elección kirguisa. Azay Gulíyev confirmó que las elecciones son una de las pocas elecciones pacíficas en la historia de Kirguistán.
Zheenbekov renunció el 15 de octubre de 2020, como consecuencia de las protestas en Kirguistán de 2020.